# Fibrines gyulladás
Rostos vagy fibrines gyulladásról (latinul: inflammatio fibrinosa) beszélünk, ha a gyulladásos exudatum bőségesen tartalmaz fibrinogént, mely ha megalvad, fibrin alakjában kicsapódik. Fibrines gyulladással főleg a savóshártyák felszínén találkozunk illetve a nyálkahártya felszínén. A savós hártyák fibrines gyulladása enyhébb esetben felszívódik. De előfordul hogy ez nem történik meg, hanem a fibrines exudatum összetapasztja a savós felszíneket, ilyen esetben az izzadmány szervül, a savós hártyák között összenövés (adhézió) marad vissza.
Gyakoriak az összenövések a mellhártya és a szívburok lemezei között, amely jelentős mértékben gátolja a szív és a tüdő működését.
Hasonló elváltozás alakulhat ki a hasi műtétek után a hashártya lemezei között.EZ AZ össze növés leszorítja a beleket vagy bélfodrokat és így bélelzáródást okozhat. A nyálkahártya fibrines gyulladása lehet az álhártya képződése. Ez esetben a fibrinlepedék az elpusztult nyálkahártya helyén helyezkedik el. Álhártyás gyulladást okoz a diphteriabaktérium toxinja, főleg torok lepedék képleten, de a pneumococcus is okozhat kruppot a tüdőben. A fibrines gyulladás általában nem gyógyul maradéktalanul, a fennmaradó összenövés hátráltatja a szervek fiziológiás működését.